# Murati (Bośnia i Hercegowina)
Murati (cyr. Мурати) – wieś w Bośni i Hercegowinie, w Republice Serbskiej, w gminie Kozarska Dubica. W 2013 roku liczyła 183 mieszkańców.